# 2003 FL127
2003 FL127, também escrito como 2003 FL127, é um objeto transnetuniano que está localizado no Cinturão de Kuiper, uma região do Sistema Solar. Este corpo celeste é classificado como um plutino, pois, o mesmo está em uma ressonância orbital de 2:3 com o planeta Netuno. Ele possui uma magnitude absoluta de 6,6 e tem um diâmetro estimado com 211 km. O astrônomo Mike Brown lista este objeto em sua página na internet como um candidato a possível planeta anão.

## Descoberta
2003 FL127 foi descoberto no dia 31 de março de 2003, pelo astrônomo Marc W. Buie.

## Órbita
A órbita de 2003 FL127 tem uma excentricidade de 0,230 e possui um semieixo maior de 39,455 UA. O seu periélio leva o mesmo a uma distância de 30,375 UA em relação ao Sol e seu afélio a 48,534 UA.